# Darius Vassell
Darius Markus Vassell (Sutton Coldfield, 13 juni 1980) is een Engelse voormalig voetballer.

## Clubcarrière

### Jeugd
Vassells ouders zijn van Jamaicaanse afkomst. Tijdens zijn jeugd was Vassell fan van Aston Villa, een club afkomstig uit zijn geboortestad Birmingham. Zijn droom kwam dan ook uit toen hij bij 'Villa' in het jeugdteam mocht spelen. Hij zette een clubrecord van het hoogste aantal doelpunten in één seizoen, namelijk 39. In 1998 promoveerde Vassell van de jeugd naar het eerste elftal van Aston Villa.

### Aston Villa
Vassell maakte zijn debuut op het hoogste niveau met Aston Villa tegen Middlesbrough in augustus 1998. Hij kwam het veld op als wissel. De wedstrijd werd met 3-1 gewonnen door Aston Villa. In totaal speelde Vassell zeven seizoenen bij de Birminghamse club. Zijn meest productieve seizoen was het seizoen 2001/2002, waarin hij twaalf keer scoorde in 36 wedstrijden. Dankzij dit goede seizoen haalde Vassel het nationale team van Engeland. Op 27 juli 2005 vertrok Vassel voor 2 miljoen pond van Villa naar Manchester City.

### Manchester City
In het eerste seizoen bij de tweede club van Manchester vormde Vassell een aanvalsduo met Andy Cole. In totaal scoorde Vassell in het seizoen 2005/2006 achtmaal in 35 wedstrijden. Het tweede seizoen bij de club verliep moeizamer. Vassell speelde dat jaar 22 wedstrijden en wist daarin één keer het net te vinden. Dit had wel te maken met het feit dat Vassell minder in de spits mocht spelen en meer als buitenspeler, omdat zijn coach Stuart Pearce het 4-5-1 systeem aannam.

### Ankaragücü
In juli 2009 tekende Vassell voor het Turkse Ankaragücü.
Hij scoorde zijn eerste doelpunt in de Turkse Süper Lig tegen Manisaspor in de tweede week van het seizoen. Hij vertrok aan het eind van het 2009–10 seizoen.

### Leicester City
Op 20 oktober 2010, tekende Vassell voor het Engelse club Leicester City voor twee seizoenen tot eind 2011–12, hereniging hem met zijn voormalige Manchester City en Engeland hoofdtrainer Sven-Göran Eriksson. Hij scoorde zijn eerste doelpunt voor Leicester in een 5-1-overwinning tegen Doncaster Rovers op 11 december 2010.

## Interlandcarrière
Dankzij het goede seizoen 2001/2002 dat Vassell bij Aston Villa speelde mocht hij zich melden bij de nationale selectie Engeland. Zijn debuut was op 13 februari 2002 tegen Nederland. De wedstrijd eindigde in 1-1 nadat Vassell uit een omhaal de gelijkmaker had aangetekend. Vassell maakte deel uit van de Engelse selectie die in 2002 afreisde naar het WK 2002 in Zuid-Korea en Japan. Twee jaar later hoorde hij ook bij de selectie die deelnam aan Euro 2004 in Portugal. Daar miste hij de beslissende strafschop in de penaltyreeks van de kwartfinale tegen gastland Portugal. In totaal heeft Vassell 22 interlands gespeeld. Hierin scoorde hij zes keer.
| Interlanddoelpunten | Interlanddoelpunten | Interlanddoelpunten | Interlanddoelpunten  | Interlanddoelpunten | Interlanddoelpunten | Interlanddoelpunten | Interlanddoelpunten |
| #                   | Datum               | Locatie             | Wedstrijd            | Goal(s)             | Score               | Uitslag             | Wedstrijd           |
| ------------------- | ------------------- | ------------------- | -------------------- | ------------------- | ------------------- | ------------------- | ------------------- |
| 1                   | 13/02/2002          | Amsterdam           | Nederland – Engeland | 61'                 | 1 – 1               | 1 – 1               | Oefenduel           |
| 2                   | 17/04/2002          | Liverpool           | Engeland – Paraguay  | 55'                 | 3 – 0               | 4 – 0               | Oefenduel           |
| 3                   | 26/05/2002          | Kobe                | Kameroen – Engeland  | 12'                 | 1 – 1               | 2 – 2               | Oefenduel           |
| 4                   | 02/04/2003          | Sunderland          | Engeland – Turkije   | 75'                 | 1 – 0               | 2 – 0               | EK-kwalificatie     |
| 5                   | 05/06/2004          | Manchester          | Engeland – IJsland   | 57'                 | 4 – 1               | 6 – 1               | Oefenduel           |
| 6                   | 05/06/2004          | Manchester          | Engeland – IJsland   | 77'                 | 6 – 1               | 6 – 1               | Oefenduel           |